# Jason Derek Brown
Pour les articles homonymes, voir Brown.
Cet article possède un paronyme, voir Jason Brown (homonymie).
Jason Derek Brown (né le 1er juillet 1969 à Los Angeles) est un Américain accusé de meurtre et de vol. Le 8 décembre 2007, le FBI fait figurer son nom dans sa liste des dix fugitifs les plus recherchés du FBI. Le 7 septembre 2022, il est enlevé de cette dernière, sans avoir été retrouvé, mais reste toujours recherché par les autorités.

## Biographie
Il est élève de la Laguna Beach High School. Brown apprend à parler couramment le français et obtient un master en commerce international. Il est missionnaire de l'Église de Jésus-Christ des saints des derniers jours à Paris de 1988 à 1990. Entre 1990 et 2004, il réside dans plusieurs villes du comté d’Orange en Californie, notamment à Dana Point et à Corona del Mar, un quartier de Newport Beach.
Brown a deux entreprises basées à Salt Lake City, dans l'Utah, Toys Unlimited et On The Doorstep Advertising, toutes deux exploitées depuis son domicile. Brown est employé en tant que vendeur de jouets et importateur de matériel de golf pour soutenir son style de vie luxueux et ses goûts onéreux, tels que les voitures, les motos et les bateaux. Brown se présente comme un homme aisé financièrement alors qu’il fait défaut au moins à un emprunt important et qu’il accumule des dizaines de milliers de dollars de dettes en 2004.
En novembre 2004, Brown suit une formation sur les armes à feu. Il achète un pistolet .45 ACP quelques jours avant le début du cours à Totally Awesome Guns & Range à Salt Lake City. Brown accepte une vérification des antécédents et, dans le cadre de la classe, il donne ses empreintes digitales qui sont envoyées aux autorités des États et fédérales. L'instructeur de Brown, Clark Aposhian, le décrit comme « un étudiant odieux » sans expérience des armes à feu. Brown tire accidentellement une balle dans un camion lors d'un tir d'entraînement. Il paie environ 1 300 $ en dommages-intérêts au propriétaire du véhicule. À cette époque, Brown vit dans un hôtel d'Ahwatukee, en Arizona, à côté d'un cinéma AMC Theatres. Il fut filmé par une caméra de surveillance avoir une conversation avec un homme dans le hall de l'hôtel. L'homme est considéré comme un complice ou un témoin possible ; cependant, son identité reste inconnue.

## Vol et meurtre
Le 29 novembre 2004, Robert Keith Palomares, un convoyeur de fonds âgé de 24 ans, transporte les dépôts du week-end à l'extérieur du cinéma, sur la 4915 E. Ray Road à Phoenix. Vers 10 heures du matin, un homme encapuchonné et armé tend une embuscade à Palomares avec un .45 ACP. Cinq balles tirées sur six atteignent la tête du convoyeur qui n'a pas pu se défendre avec son arme. L’homme armé prend un sac d’argent contenant 56 000 dollars en espèces, s’enfuit dans une ruelle voisine et part à vélo. Palomares est transporté à l'hôpital Good Samaritan, où il est déclaré mort.
Les témoins décrivent d'abord le tireur comme un homme hispanique âgé de 25 à 30 ans. Les autorités retrouvent le vélo et les empreintes digitales et lient ensuite le meurtre au caucasien Brown. Il est rapidement considéré comme le principal suspect de l'affaire et un mandat d'arrêt est émis le 4 décembre par la Cour supérieure du comté de Maricopa, accusant Brown de meurtre au premier degré et de vol à main armée. Brown est également inculpé de vol illégal pour éviter des poursuites dans le cadre d'un mandat d'arrêt fédéral émis le 6 décembre par le tribunal de district des États-Unis pour le district de l'Arizona. Les enquêteurs estiment que la situation financière désespérée de Brown pourrait être un mobile du crime. Comme il était lourdement endetté, on ne peut donc exclure la possibilité qu'il ait été assassiné par ses créanciers et enterré dans un lieu inconnu.

## Fuite

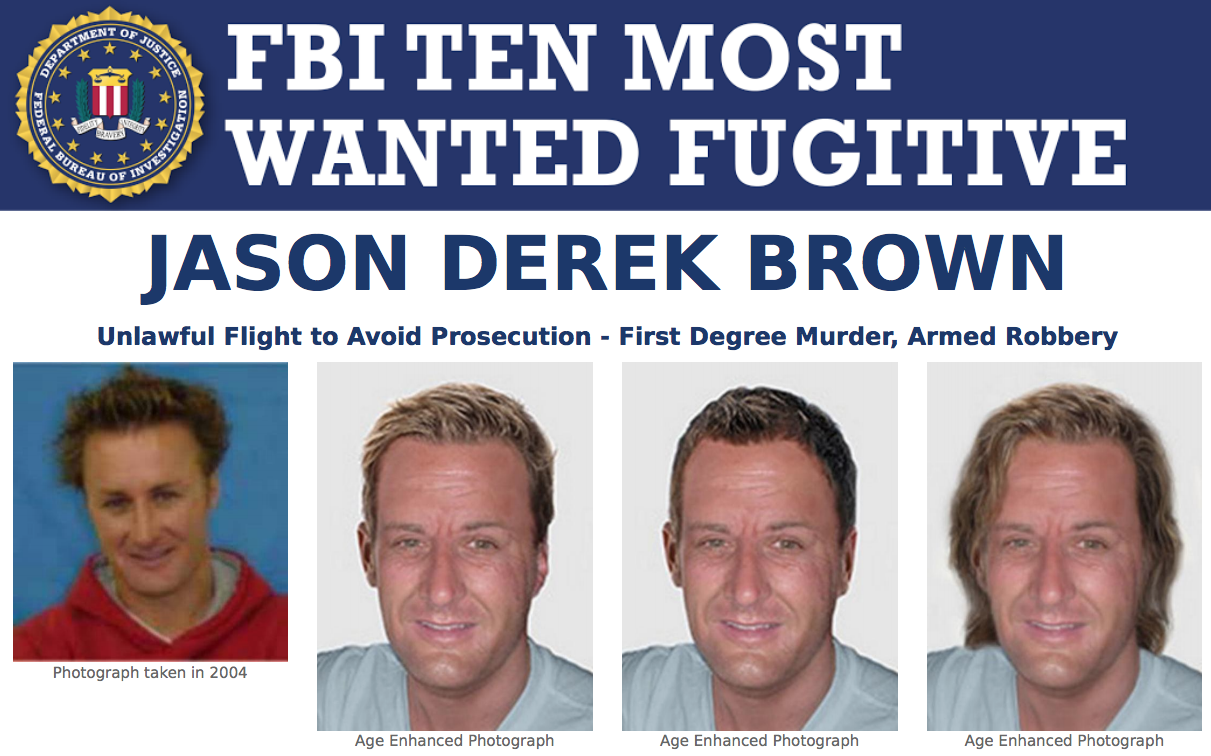
Jason Derek Brown, en fuite depuis 2004, recherché pour meurtre au premier degré et vol à main armée. Cette image, montrant un individu dont le visage est flouté, illustre la gravité de ses crimes et sa tentative d’échapper à la justice.

Après que Brown est identifié comme suspect, il s'enfuit de l'Arizona à Henderson (Nevada). Brown se rend à Las Vegas et échange sa BMW contre une Cadillac Escalade noire qu'il avait entreposée. Il s'est rendu dans le comté d'Orange, en Californie, où il a séjourné chez des proches jusqu'au 6 décembre 2004, jour où deux agents du FBI chargés d'un mandat d'arrêt arrivent deux heures après qu'il soit parti. Brown utilise sa carte de crédit dans une station-service située dans le sud du comté d'Orange, se rend à San Diego, près de la frontière mexicaine, puis à Portland (Oregon). Le FBI perd sa trace à ce moment.
Le 16 janvier 2005, on retrouve la Cadillac de Brown dans un parking à long terme de l'aéroport international de Portland. À Portland, Brown a posté un colis contenant des vêtements et du matériel de golf à son frère, David John Brown II, à San Diego. Le 20 avril 2005, David Brown est mis en accusation pour entrave à l'exercice de la justice. Selon l'acte d'accusation, il a falsifié des preuves lorsqu'il a nettoyé la BMW de Jason début décembre après l'avoir amenée d'une installation de stockage de Las Vegas en Californie.
En 2005, le FBI fait plus de 200 enquêtes dans cette affaire. La majorité est en dehors de l'Arizona et des dizaines en dehors des États-Unis, y compris d'éventuels signalements au Canada. En raison de son apparence de « surfeur californien » et de son aptitude à se fondre dans la foule, le FBI a plus de signalements sur Brown que quiconque sur la liste des dix personnes les plus recherchées, la plupart d'entre eux sont vains. Les journalistes notent une forte ressemblance avec l'acteur Sean Penn, une des doublures officielles de l’acteur fut arrêtée par erreur par des autorités qui pensaient qu'il était Brown. Les autorités estiment qu'il se cache peut-être parmi la communauté mormone sous une fausse identité, vivant avec une femme qui ne connaît peut-être pas sa véritable identité, ou qu'il a fui le pays et pourrait vivre en France, au Québec ou en Thaïlande,.
Le 8 décembre 2007, Le FBI met le nom de Jason Derek Brown dans sa liste des dix personnes les plus recherchées; il est le 489e fugitif à y figurer. Le FBI offre une récompense allant jusqu'à 200 000 dollars US pour des informations conduisant à sa capture (la récompense fut doublée le 25 mars 2013). La dernière observation confirmée date d'août 2008, lorsqu'une connaissance de Brown le reconnaît alors qu'ils sont à un feu de signalisation près du Hogle Zoo à Salt Lake City. Leur reconnaissance mutuelle incita Brown à brûler le feu rouge. Le témoin informe les autorités de l'observation. Selon lui, Brown avait les cheveux plus longs et un bronzage plus profond que sur la photo de 2004 de son avis de recherche.

## Source de la traduction
- (en) Cet article est partiellement ou en totalité issu de l’article de Wikipédia en anglais intitulé « Jason Derek Brown » (voir la liste des auteurs).